# Уго Ібарра
Уго Ібарра (ісп. Hugo Ibarra; нар. 1 квітня 1974) — аргентинський футболіст, що грав на позиції правого захисника за низку аргентинських та європейських клубних команд, а також національну збірну Аргентини. Насамперед відомий виступами за «Бока Хуніорс», у складі якого здобув низку національних та міжнародних трофеїв. По завершенні ігрової кар'єри — тренер.

## Клубна кар'єра
У дорослому футболі дебютував 1993 року виступами за команду «Колон», в якій провів п'ять сезонів, взявши участь у 140 матчах чемпіонату.
1998 року був запрошений до «Бока Хуніорс», у складі якого протягом наступних трьох років двічі вигравав чемпіонат Аргентини і двічі ставав володарем Кубка Лібертадорес. Також допоміг команді здобути Міжконтинентальний кубок 2000 року, у грі за який південноамериканці здолали мадридський «Реал».
Влітку 2001 року перейшов до португальського «Порту». Не завжди потрапляв до «основи» команди, зокрема через ліміт на гравців з-поза Європейського Союзу, і за рік повернувся до «Бока Хуніорс» на правах оренди. Здобувши свій третій Кубок Лібертадорес у складі «Боки», повернувся до Європи, де також на умовах оренди став гравцем «Монако». З «монегасками» дійшов до фіналу Ліги чемпіонів УЄФА 2004, в якому команда поступилася «Порту», якому належав контракт аргентинця.
Провівши сезон 2004/05 в Іспанії, де знов таки на орендних умовах Ібарра захищав кольори «Еспаньйола», він повернувся до «Бока Хуніорс». Протягом останніх п'яти сезонів професійної кар'єри захисник був капітаном команди, ще тричі ставав чемпіоном Аргентини, здобув свій четвертий Кубок Лібертадорес, а також ставав переможцем Рекопи Південної Америки. Про завершення вистипів на футбольному полі оголосив у вересні 2010.

## Виступи за збірну
1998 року дебютував в офіційних матчах у складі національної збірної Аргентини. Протягом наступних десяти років нерегулярно, але отримував запрошення до національної команди, за яку провів загалом 11 матчів.
У складі збірної був учасником розіграшу Кубка Америки 1999 року, а також розіграшу Кубка Америки 2007 року, де разом з командою здобув «срібло».

## Титули і досягнення

### Як гравець
- Чемпіон Аргентини (5):

«Бока Хуніорс»: Апертура 1998, Клаусура 1999, Апертура 2005, Клаусура 2006, Апертура 2008
- Володар Кубка Лібертадорес (4):

«Бока Хуніорс»: 2000, 2001, 2003, 2007
- Володар Міжконтинентального кубка (1):

«Бока Хуніорс»: 2000
- Володар Південноамериканського кубка (1):

«Бока Хуніорс»: 2005
- Переможець Рекопи Південної Америки (3):

«Бока Хуніорс»: 2005, 2006, 2008
- Володар Суперкубка Португалії з футболу (1):

«Порту»: 2001
Збірні
- Срібний призер Кубка Америки: 2007

### Як тренер
- Чемпіон Аргентини (1):

«Бока Хуніорс»: 2022
- Володар Суперкубка Аргентини (1):

«Бока Хуніорс»: 2022